# Узун Хасан
Узун Хасан рођен 1423. године, умро се 6. јануара 1478. године, Узун на турском значи "Високи". Био је владар Туркоманске Ак Којунлу државе и генерално се сматра њеним најјачим владаром. Хасан је владао између 1452. и 1478. године, и био је на челу конфедерације племена када је држава обухватала делове или цео данашњи Ирак, Турску, Азербејџан, Иран, Закавказје и Сирију. 

## Владавина
Тимур, оснивач и владар Тимуридског царства, именовао је Узун Хасановог деду, Кара Јулук Османа, за гувернера Дијарбакира, са градовима Ерзинџан, Мардин, Руха (или Урфа) и Сивас. Касније је Персија била подељена између два тимуридска владара, Џахан Шаха од Кара Којунлуа (Туркомани Црни Ован) и Узун Хасана. После двадесет година борби, Узун Хасан је на крају победио Џахан Шаха у бици код санџака Чапакчур у данашњој источној Турској 30. октобра  (или 11. новембра) 1467. године. поразом Џахан Шаха, други тимуридски владар, Абу Саид Мирза, одговорио је на молбу сина Џахан Шаха за помоћ, узевши већи део бивше земље Џахан Шаха и кренуо у рат против Узун Хасана упркос Хасановој мировној понуди. Узун Хасан је тада упао у заседу, али је победио и затим заробио  Абу Саида у бици код Карабага, након чега га је погубио Џадгар Мухамед Мирза.
Венецијански сенат је 1463. године, тражећи савезнике у свом рату против Османлија, послао Лазара Керинија као свог првог амбасадора у Табриз, али он није успео да убеди Узун Хасана да нападне Османлије. Хасан је заузврат послао своје изасланике у Венецију.
Године 1465. Хасан је напао и заробио Харпута од Бејлика из Дулкадира.
Године 1471. Кверини се вратио у Венецију са Хасановим послаником Муратом. Млетачки Сенат је изгласао слање другог посланика у Персију, одабравши Катерино Зена након што су друга два човека одбила. Зенон, чија је жена била братаница Узун Хасанове жене, успео је да убеди Хасана да нападне Турке. Хасан је у почетку био успешан, али није било истовременог напада ниједне од западних сила.
Узун Хасан се сусрео са Османлијама у бици код Ерзинџана 1471. године, напредовао је до Акшехира, пљачкајући и уништавајући Токат, и водио је битку код Терцана 1473. године. Након тога, однео је победу над Османлијама у неколико мањих битака. Поражен је од султана Мехмеда II у бици код Отлукбелија у касно лето 1473.
Извео је три успешне инвазије Грузије, од којих је задња била 1477. и опљакани плен је знатно обогатио ризницу.
Године 1473. Гиосафат Барбаро је изабран за још једног млетачког амбасадора у Персији, због свог искуства на Криму, у Великој московској кнежевини и Татарији. Иако се Барбаро добро слагао са Узун Хасаном, није успео да убеди владара да поново нападне Османлије. Убрзо након тога, Хасанов син Угурлу Мухамед, подигао је побуну, заузевши град Шираз.
Након што је још један венецијански амбасадор, Амброђо Контарини, стигао у Персију, Узун Хасан је одлучио да се Контарини врати у Венецију са извештајем, док ће Гиосафат Барбаро остати. Барбаро је био последњи венецијански амбасадор који је напустио Персију након што је Узун Хасан умро 1478. године. Док су се Хасанови синови међусобно борили за престо, Барбаро је унајмио јерменског водича и побегао је.
Према Kонтаринију, амбасадору на Узун Хасановом двору од 1473. до 1476. године, „Краљ је добре величине, мршавог лица и пријатног лица, и чинило се да има око седамдесет година. Његово понашање је било веома љубазно и добро је разговарао са свима око себе, али сам приметио да су му руке задрхтале када је подигао шољу до усана“. Његово име значи "висок", а Контарини је рекао да је и он "веома мршав".
Контарини је такође написао: „Узун-Хасаново царство је веома пространо и омеђено је Турском и Караманијом, која припада султану, а која се  протеже до Алепа. Узун-Хасан је преузео краљевство Персије од Каузе, кога је погубио. Град Екбатана, или Таурис, уобичајено је пребивалиште Узун-Хасана; Персеполис или Шираз..., који је одатле удаљен двадесет четири дана пута, као последњи град његовог царства, који се граничи са Загатхаис, који су синови Бузецха, султана Татара, и са којима он непрестано ратује. На другој страни је земља Медија, која је подложна Сиванси, који плаћа неку врсту годишњег данака Узун- Хасан. Прича се да и он има неке провинције на другој страни Еуфрата, у близини Турака. Цела земља, све до Исфахана... је изузетно сушна, има врло мало дрвећа и мало воде, ипак је плодна у житу и другим намирницама.
„О његовом најстаријем сину, по имену Огурлу Мохамед, много се причало када сам био у Персији, јер се побунио против свог оца. Имао је још три сина; Халил Мирзу, старији од њих, имао је око тридесет пет година и влада Ширазом. Јакуб-бег, други Узун-Хасанов син, имао је петнаестак година, а заборавио сам име трећег сина. Од једне од својих жена је имао сина по имену Масубеч, или Максуд-бег, којег је задржао. у затвору јер је откривен да се дописује са својим побуњеним братом Огурлуом и кога је потом убио. Према најбољим извештајима које сам добио од разних особа, Узун-Хасанове снаге могу износити око 50.000 коњаника, знатан део. Неки од присутних извештавају да је својевремено повео војску од 40.000 Персијанаца у битку против Турака, у циљу враћања Пирамета суверенитету Караманије, одакле је био протеран од неверника.

## Породица

### Жене
Узун Хасан је имао четири жене:
- Селџук Шах Хатун, ћерка његовог стрица, Кур Мухамеда[20]
- Џан Хатун, ћерка Даулат Шах Булдуканија
- Тарџил Хатун, кћи Омера Заракија
- Теодора Велика Комнин, познатија као Деспина Хатун. Била је једина ћерка цара Јована IV Трапезунтског. Венчали су се 1458. године.[21]

### Синови
Узун Хасан је имао најмање седам синова:
- Угурлу Мухамед (пре 1441–1477) – са Џан Хатун. Пошто није успео да се домогне престола, побегао је у Цариград, где га је примио османски султан Мехмед II, који му је дао своју ћерку Гевхерхан Хатун за жену. Њихов син Ахмад-бег се оженио османском принцезом Ајниша султан, ћерком султана Бајазита II, и успео је да преузме престо за себе, али је убрзо умро у покушају да га задржи.
- Мирза Халил-бег (око 1441–1478) – са Селџук Шах Хатун. Заузео је престо после свог оца и прогласио се за султана.
- Ја'куб Бег (око 1461–1490) – са Селџук Шха Хатун. Након што је победио и погубио свог брата Халила, постао је султан.
- Максуд-бег (? – 1478) – са Деспином Хатун. Погубио га Халил 1478.
- Јусуф-бег (? – ?) – са Селџук Шах Хатун. Прогнан од стране Халила 1478.
- Масих-бег (? – пре 1473) – са Деспином Хатун.
- Зегнел бег (? – пре 1473) – са Тарџил Хатун.

### Ћерке
Узун Хасан је имао најмање три ћерке:
- Халима Аламшах Хатун[22] (1460–1522). Удала се за свог рођака шеика Хајдара (син Хатиџи Хатун, сестре Узун Хасана и шеика Џунејда) 1471/1472. Имали су три сина и четири ћерке. Један од њих је био шах Исмаил I, отац шаха Тахмаспа I. У хришћанским изворима се звала Марта.[23]
- Две неименоване ћерке - са Деспином Хатун. Оне су још биле живе 1473. године.[24][23]

## Наслеђе
Узун Хасан је био први Ак Којунлу владар који је отворено кренуо у кампању трансформације племенске конфедерације Ак Којунлу у персо-исламски султанат. Ова кампања трансформације започела је након његових освајања северозападног и централног Ирана, где је он, као нуспроизвод, истиснуо опадајући ауторитет Тимурида. Како је његово царство расло и ширило се на персијске земље, он је ангажовао персијске бирократе са искуством у раду за претходне локалне шеике да управљају новодобијеним провинцијама Ак Којунлуа. Иако ове персијске бирократе из доба Ак Којунлуа нису имале исти ниво политичког ауторитета као Низам ал-Мулк (умро 1092.) под Селџуцима, они су делили исту улогу асимилације турских племена у политичку традицију коју карактеришу Персо-исламски аспекти. Узун Хасан је такође обезбедио исламски аспект своје рудиментарне персо-исламске државе, јер је водио велику бригу о неговању исламских организација и суфијских редова, укључујући све моћнији ред Сафавида. У том процесу је удао своју сестру за шеика Џунејда, тадашњег вођу Сафавидског реда, а једну од својих ћерки за Џунејдовог сина и наследника, шеика Хајдара.
Узун Хасан је такође наредио да се Куран преведе на турски.
Он је покренуо неке финансијске и административне реформе да би ослабио сепаратизам војног и племенског племства и ојачао своју огромну државу.
Извори не дају детаљне информације о реформистичким активностима Узун Хасана. Иако текстови његових закона нису стигли до нас, о реформама је могуће судити на основу мало података о законима које су хроничари називали „Закони краља Хасана“ или „Дастури-Хасан бег“. У турским архивима чувају се неки документи који се односе на западне територије државе Ак Којунлу, које су ушле у састав Османског царства (Дијарбакир, Мардин, Урфа итд.). Ови извори су важни у погледу проучавања феудалних односа у провинцијама Ак Којунлу. Општа природа Узун Хасанове реформе је наведена у „Тарик ал-Кијаси“:
„Узун Хасан је био праведан и љубазан. Хтео је да укине порезе у целој земљи. Али емири се нису сложили са њим. Султан је тада смањио порезе за пола на двадесет један дирхам... Појаснио је износ пореза који се прикупља у год. за целу земљу. Узун Хасан је захтевао да се прекршиоци закона строго кажњавају. Султан је „послао закон у сваку покрајину државе да га спроведу на снагу".
После освајања источне Анадолије 1517–18. и Ирака 1537. године, Османлије су сачувале законе Узун Хасана (Канун-нама-ие Хасан Падшах). После 1540. године, османски прописи су заменили законик Ак Којунлу. Велики делови његових пореских и трговачких закона забележени су у османским изворима.